# 236
236 (CCXXXVI) je bilo prestopno leto, ki se je po julijanskem koledarju začelo na petek.

## Dogodki
- 1. januar

## Rojstva
- Vu – prvi cesar dinastije Džin († 290)